# Bête d'Angles
La bête d’Angles, ou malebête (autrefois « malebeste »), est un ours géant représenté sur l’église Notre-Dame-des-Anges d’Angles, dans le département de la Vendée.

## Légende

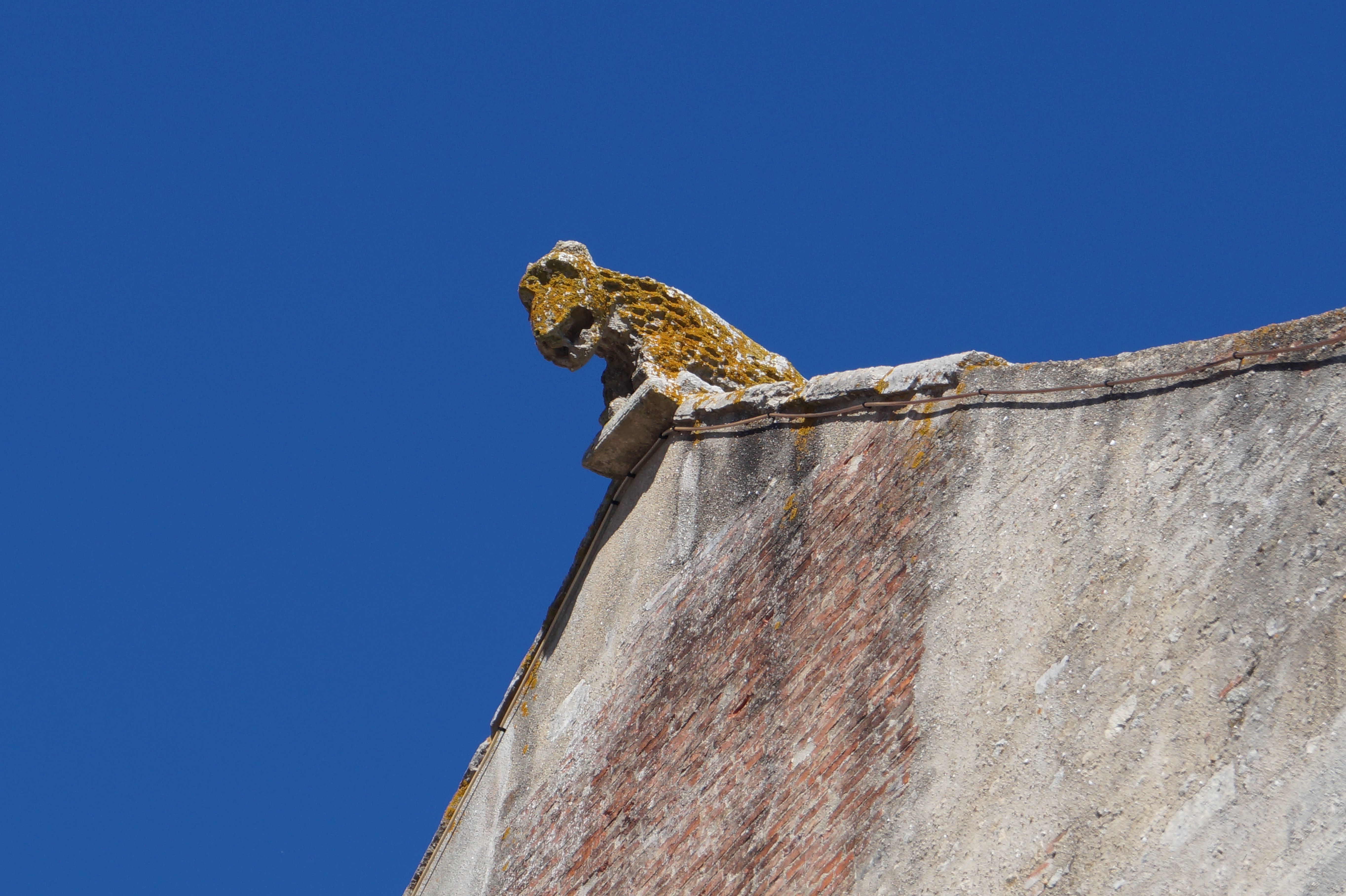
La Malebête de l’église Notre-Dame-des-Anges d’Angles.

Mentionné dans le folklore de la Vendée, selon une légende due à la plume de l'érudit poitevin du XIXe siècle Benjamin Fillon, cette « malebête », qui ressemble à un ours, dévorait impitoyablement jeunes gens et jeunes filles de la contrée. Elle avait coutume de se baigner dans un ruisseau proche, dont elle sortait « le poil tout hérissé ». Ce serait l'explication du nom donné à ce ruisseau : le Troussepoil. Il dévorait les troupeaux de vaches et les vachères, si bien que toutes les jeunes filles du bourg d'Angles finirent sous ses crocs. Un ermite du nom de Martin pria pendant cinq jours et parvint à passer un chapelet autour du cou de la bête puis à la conduire au sommet du clocher de l'église d'Angles où elle fut transformée en une statue de pierre que l'on peut encore voir de nos jours. 
Pour punir les filles du pays de leurs moqueries à son encontre, l'ermite aurait jeté un dernier sort à la bête, la condamnant à ne plus se nourrir que de « la beauté des filles d'Angles » ; laquelle beauté n'aurait ainsi fait que dépérir depuis.